# Tuheljske Toplice
Tuheljske Toplice är ett samhälle i norra Kroatien. Samhället har 304 invånare (2011) och ligger i Tuheljs kommun i Krapina-Zagorjes län i norra Kroatien. Samhället är en kurort.

## Näringsliv
Turismen är en viktig näringsgren i samhället. I orten finns termalbadet Terme Tuhelj, ett komplex uppfört i närheten av termalkällor som varit kända sedan romartiden.

### Fotnoter
1. ↑  ”Census of Population, Households and Dwellings 2011, First Results by Settlements” (på engelska och kroatiska) ( PDF). Kroatiska statistiska centralbyrån. Arkiverad från originalet den 19 augusti 2014. https://web.archive.org/web/20140819030849/http://www.dzs.hr/Hrv_Eng/publication/2011/SI-1441.pdf. Läst 22 februari 2014.
2. ↑  Tuheljs turistförening Arkiverad 1 mars 2014 hämtat från the Wayback Machine. (engelska)
3. ↑  Tuheljsketoplice.com (engelska)